# 大塚舞
大塚 舞（おおつか まい、10月18日 - ）は、日本の女性アニメーター、キャラクターデザイナー。血液型O型。

## 来歴・人物
埼玉県出身、シャフト出身。
アニメーターになりたいと思った契機となったアニメは、『伝説の勇者ダ・ガーン』。
現在はフリーランスの立場で活動しており、『灼眼のシャナ』シリーズや『はなまる幼稚園』などではキャラクターデザインを担当している。

## 主な参加作品

### テレビアニメ
1999年
- 宇宙海賊ミトの大冒険（動画）
- パワーストーン（動画）
- 魔法使いTai!（動画）
- 宇宙海賊ミトの大冒険 2人の女王様（動画）
- 今、そこにいる僕（動画）
- 地球防衛企業ダイ・ガード（動画）

2000年
- サクラ大戦TV（動画）
- ブギーポップは笑わない Boogiepop Phantom（動画）
- 幻想魔伝 最遊記（動画）
- だぁ!だぁ!だぁ!（原画）
- ドッとKONIちゃん（原画）

2001年
- The Soul Taker 〜魂狩〜（原画）
- シスター♥プリンセス（原画）
- まほろまてぃっく（原画）

2002年
- 七人のナナ（原画）
- G-onらいだーす（原画）
- まほろまてぃっく 〜もっと美しいもの〜（原画）
- ヒートガイジェイ（原画）

2003年
- ぽぽたん（作画監督）
- キノの旅 -the Beautiful World-（原画）

2004年
- みさきクロニクル〜ダイバージェンス・イヴ〜（原画）
- 忘却の旋律（作画監督）
- この醜くも美しい世界（原画）
- 陸奥圓明流外伝 修羅の刻（原画）
- 月詠 -MOON PHASE-（作画監督）

2005年
- ハチミツとクローバー（原画）
- ぱにぽにだっしゅ!（原画）
- SHUFFLE!（原画）
- 灼眼のシャナ（キャラクターデザイン・総作画監督）

2006年
- ハチミツとクローバーII（原画）
- シュヴァリエ 〜Le Chevalier D'Eon〜（原画）
- ゼロの使い魔（OP原画）

2007年
- 天元突破グレンラガン（原画）
- 灼眼のシャナII -Second-（キャラクターデザイン・総作画監督）

2008年
- ヴァンパイア騎士（原画）
- 屍姫 赫（原画）
- とらドラ!（作画監督）
- のだめカンタービレ 巴里編（原画）

2009年
- ティアーズ・トゥ・ティアラ（原画）

2010年
- はなまる幼稚園（キャラクターデザイン・総作画監督）
- 荒川アンダー ザ ブリッジ（原画）
- 会長はメイド様!（原画）
- アマガミSS（OP原画）
- オオカミさんと七人の仲間たち（原画）
- それでも町は廻っている（OP原画）
- とある魔術の禁書目録II（OP原画）

2011年
- ドラゴンクライシス!（原画）
- アスタロッテのおもちゃ!（キャラクターデザイン・総作画監督・作画監督・OP作画監督）
- 灼眼のシャナIII-FINAL-（キャラクターデザイン・総作画監督・OP作画監督・OP2作画監督・OP2原画・ED2原画）
- WORKING'!!（OP原画）

2012年
- アルカナ・ファミリア -La storia della Arcana Famiglia-（OP原画）
- ちとせげっちゅ!!（EDスタッフ）
- 薄桜鬼 黎明録（原画）

2013年
- 俺の彼女と幼なじみが修羅場すぎる（キャラクターデザイン・総作画監督）
- のんのんびより（キャラクターデザイン・総作画監督）
- ストライク・ザ・ブラッド（作画監督）

2015年
- 放課後のプレアデス（キャラクターデザイン・総作画監督・原画）
- のんのんびより りぴーと（キャラクターデザイン・総作画監督）

2016年
- 田中くんはいつもけだるげ（プロップデザイン・総作画監督）
- この美術部には問題がある!（キャラクターデザイン・総作画監督・作画監督・OP作画監督・ED作画監督）

2017年
- うらら迷路帖（キャラクターデザイン・総作画監督・OP作画監督）
- アリスと蔵六（作画監督）
- ツインエンジェルBREAK（作画監督）
- 武装少女マキャヴェリズム（原画）
- 異世界食堂（総作画監督）
- 妹さえいればいい。（総作画監督・作画監督）

2018年
- デスマーチからはじまる異世界狂想曲（作画監督）
- 食戟のソーマ 餐ノ皿 遠月列車篇（OP原画）

2019年
- この世の果てで恋を唄う少女YU-NO（キャラクターデザイン・総作画監督）
- まちカドまぞく（キャラクターデザイン・総作画監督・作画監督・OP作画監督）

2020年
- うちタマ?! 〜うちのタマ知りませんか?〜（キャラクターデザイン）

2021年
- のんのんびより のんすとっぷ（キャラクターデザイン・総作画監督）
- 現実主義勇者の王国再建記（-2022年、キャラクターデザイン・総作画監督補佐・総作画監督）

2022年
- まちカドまぞく 2丁目（キャラクターデザイン・総作画監督）

2023年
- ティアムーン帝国物語〜断頭台から始まる、姫の転生逆転ストーリー〜（キャラクターデザイン・総作画監督）

2025年
- Summer Pockets（キャラクターデザイン・作画監督・総作画監督）

### 劇場アニメ
2007年
- 劇場版 灼眼のシャナ（キャラクターデザイン・総作画監督）

2009年
- テイルズ オブ ヴェスペリア 〜The First Strike〜（原画）

2010年
- 劇場版 機動戦士ガンダム00 -A wakening of the Trailblazer-（原画）

2018年
- 劇場版 のんのんびより ばけーしょん（キャラクターデザイン）

### OVA
2002年
- アーケードゲーマーふぶき（原画）

2007年
- 東京マーブルチョコレート（原画）

2009年
- 灼眼のシャナS（-2010年、キャラクターデザイン・総作画監督）

2010年
- 今日、恋をはじめます（原画）

2012年
- あくちぇる・わーるど。（作画）

### Webアニメ
- 放課後のプレアデス（2011年、キャラクターデザイン）

### ゲーム
- フェイト/タイガーころしあむ（2007年、原画）